# Improvviso n. 2 (Chopin)
L'Improvviso in Fa diesis maggiore op. 36 è una composizione per pianoforte di Fryderyk Chopin scritta fra il 1838 e il 1839.

## Storia
La prima stesura della composizione risale probabilmente al 1838, infatti, insieme alla partitura autografa del Krakowiak che Chopin regalò ad Adolph Cichowski nel 1838, furono trovati due fogli con due passi relativi all'Improvviso in Fa diesis maggiore. Questi primi schizzi furono elaborati e completati dal musicista nell'estate del 1839 mentre si trovava a Nohant e quindi perfezionati in modo definitivo nell'autunno seguente. Il 14 dicembre Chopin presentò la partitura all'editore Breitkopf & Härtel per la vendita e la pubblicazione. Come le due composizioni precedenti risalenti allo stesso periodo, la Sonata op. 35 e i due Notturni op. 37, l'Improvviso non ha dedica; probabilmente il musicista considerava i brani come un omaggio a George Sand, ma non lo rese pubblico per non dare ulteriore materiale alle chiacchiere che allora si facevano sul loro rapporto. L'Improvviso, considerato come n. 2, è in realtà il terzo scritto dal musicista dopo la Fantasia-Improvviso del 1835 e quello in La bemolle maggiore del 1837.

## Analisi
Genere tipicamente romantico, l'Improvviso ha il suo primo celebre autore in Franz Schubert; di tutti quelli scritti successivamente Chopin conobbe quasi certamente quelli di Ignaz Moscheles e di Robert Schumann. Il genere, breve e solo nel termine scritto di getto, si riferiva a un brano lirico, libero, senza preoccupazioni di adeguamento a una forma particolare Certamente, fra tutti, gli Improvvisi scritti da Chopin sono quelli che meno hanno dell'improvvisazione; questo in Fa diesis maggiore ha avuto inoltre un lungo tempo di composizione e di rifinitura nella ricerca di perfezione prima della pubblicazione del lavoro.
L'Improvviso op. 36 si differenzia dai due precedenti; non è suddiviso in tre sezioni bensì in quattro. La prima parte ha una breve Introduzione di sei battute, subito dopo viene accennato il tema principale. L'indicazione agogica di Allegretto (presente nell'edizione francese di Troupenas) non corrisponde in realtà alla modalità di esecuzione che è più lenta. La seconda parte muta nella tonalità di Re maggiore e assume l'aspetto di una marcia, inizialmente lieve poi via via più sostenuta e intensa; il brano passa poi dall'energia austera alla ripresa del primo tema in modo leggero e sommesso modulando dal Re maggiore al Fa maggiore; il tema viene quindi variato in terzine tornando alla tonalità principale. L'ultima sezione richiama alla mente uno degli Studi del musicista per la particolare agilità virtuosistica, estremamente rapida, ma leggera, quasi un arabesco in cui si ritrova un esempio perfetto del jeu perlé tipico del pianismo chopiniano. Qui la parte melodica è proposta dalla mano sinistra che ha nell'esposizione la suggestione del suono del violoncello, strumento amato da Chopin. Le ultime battute, che riprendono la parte iniziale, assumono l'aspetto di una Coda che si conclude con due accordi in fortissimo.